# الإمبراطورة (مسلسل)
الإمبراطورة، مسلسل كويتي عرض في رمضان 1427هـ
24 سبتمبر 2006م.

## قصة المسلسل
المسلسل يتحدث عن عائلة متوسطة الحال، عائلة فيصل إبراهيم الحربي الذي ينتقل فجأة إلى طبقة المترفين
وهذا الشيء حدث لما ارتبط فيصل إبراهيم الحربي بالرجل المهم الذي اختاره كـ ساتر ليمارس من خلاله أعماله التجارية
واتفقوا ان يكون فيصل إبراهيم الحربي هو السند والحماية، واستمرت العلاقة بيهم إلى ان وصلوا إلى صفقة القرن
لما قرر الرجل المهم التخلص من الإمبراطور فيصل مقابل عمولة كبيرة، ولكن فيصل نجا من محاولة الاغتيال وقرر مواجهة الرجل المهم
و يقرر فيصل الزواج من فتاة فقيرة جداً زينة شيماء علي لتكون هي الإمبراطورة وللاسف تكون هي اليد التي تساعد اعـداءه
وفي النهاية يقرر الرجل المهم إقناع أخو فيصل ضرار محمود بوشهري بإن فيصل هو من قتل امه لينتقم ضرار من قاتل امه
ويقتل بالخطأ بندر يعقوب عبد الله.

## فريق الممثلين وشخصياتهم
| الممثل         |
| -------------- |
| إبراهيم الحربي |
| إلهام الفضالة  |
| أحمد العونان   |
| خالد العجيرب   |
| شيماء علي      |
| يعقوب عبد الله |
| مشاري البلام   |
| منى عبد المجيد |
| محمود بوشهري   |
| ملاك الصراف    |
| بثينة الرئيسي  |
| عبير الخضر     |